# Acacia bolei
Acacia bolei là một loài thực vật có hoa trong họ Đậu. Loài này được R.P.Subhedar miêu tả khoa học đầu tiên.